# Рацьонж (гміна)
Гміна Рацьонж (пол. Gmina Raciąż) — сільська гміна у центральній Польщі. Належить до Плонського повіту Мазовецького воєводства.
Станом на 31 грудня 2011 у гміні проживало 8783 особи.

## Площа
Згідно з даними за 2007 рік площа гміни становила 248.79 км², у тому числі:
- орні землі: 77.00%
- ліси: 15.00%

Таким чином, площа гміни становить 17.98% площі повіту.

## Населення
Станом на 31 грудня 2011:
| Опис     | Загалом | Загалом | Чоловіки | Чоловіки | Жінки | Жінки |
| -------- | ------- | ------- | -------- | -------- | ----- | ----- |
| одиниця  | осіб    | %       | осіб     | %        | осіб  | %     |
| все      | 8783    | 100     | 4514     | 51.39    | 4269  | 48.61 |
| міське   | 0       | 100     | 0        |          | 0     |       |
| сільське | 8783    | 100     | 4514     | 51.39    | 4269  | 48.61 |

## Сусідні гміни
Гміна Рацьонж межує з такими гмінами: Бабошево, Ґліноєцьк, Дробін, Завідз, Радзанув, Рацьонж, Семьонтково, Старожреби, Стшеґово.